# L'escàndol
L'escàndol (títol original en anglès, Bombshell) és una pel·lícula dramàtica dels Estats Units de 2019 dirigida per Jay Roach i escrita per Charles Randolph. La protagonitzen Charlize Theron, Nicole Kidman i Margot Robbie i està basada en els relats de treballadores de Fox News que van fer públic l'assetjament sexual que patien per part de Roger Ailes, l'executiu en cap de l'empresa. John Lithgow, Kate McKinnon, Connie Britton, Malcolm McDowell i Allison Janney van interpretar papers secundaris. S'ha doblat al català.
El projecte es va anunciar el maig de 2017, després de la mort d'Ailes, i Roach va ser confirmat com a director l'any següent. Es va començar a rodar a Los Angeles l'octubre de 2018 i va arribar a tots els cinemes dels Estats Units el 20 de desembre de 2019. Als cinemes catalans es va estrenar el 7 de febrer de 2020.
Va rebre tres nominacions als 92ns premis Oscars: millor actriu (Theron), millor actriu secundària (Robbie) i millor maquillatge i perruqueria. Va guanyar aquesta darrera categoria. També va rebre dues nominacions als 77ns Globus d'Or i als 73ns premis BAFTA.

## Argument
La presentadora Gretchen Carson és acomiadada de la cadena televisiva Fox News per no haver acceptat els requeriments sexuals del seu director, Roger Ailes. Carson començarà un procés de denúncia amb el suport de més dones i tot plegat es convertirà en un gran escàndol mediàtic.

## Repartiment
- Charlize Theron com a Megyn Kelly
- Nicole Kidman com a Gretchen Carlson
- Margot Robbie com a Kayla Pospisil
- John Lithgow com a Roger Ailes
- Kate McKinnon com a Jess Carr
- Connie Britton com a Beth Ailes
- Malcolm McDowell com a Rupert Murdoch
- Allison Janney com a Susan Estrich
- Rob Delaney com a Gil Norman
- Mark Duplass com a Douglas Brunt
- Liv Hewson com a Lily Balin
- Brigette Lundy-Paine com a Julia Clarke
- Katie Aselton com a Alicia
- Nazanin Boniadi com a Rudi Bakhtiar
- Andy Buckley com a Gerson Zweifac
- Michael Buie com a Bret Baier
- P. J. Byrne com a Neil Cavuto
- D'Arcy Carden com a Rebekah
- Bree Condon com a Kimberly Guilfoyle
- Kevin Dorff com a Bill O'Reilly
- Alice Eve com a Ainsley Earhardt
- Spencer Garrett com a Sean Hannity
- Ashley Greene com a Abby Huntsman
- Tricia Helfer com a Alisyn Camerota
- Marc Evan Jackson com a Chris Wallace
- Brian d'Arcy James com a Brian Wilson
- Richard Kind com a Rudy Giuliani[11]
- Amy Landecker com a Dianne Brandi
- Ben Lawson com a Lachlan Murdoch
- Josh Lawson com a James Murdoch
- Jennifer Morrison com a Juliet Huddy
- Mark Moses com a Bill Shine
- Ahna O'Reilly com a Julie Roginsky
- Tony Plana com a Geraldo Rivera
- Lisa Canning com a Harris Faulkner
- Elisabeth Röhm com a Martha MacCallum
- Stephen Root com a Neil Mullen
- John Rothman com a Martin Hyman
- Brooke Smith com a Irena Briganti
- Holland Taylor com a Faye[17]
- Alanna Ubach com a Jeanine Pirro
- Robin Weigert com a Nancy Smith
- Madeline Zima com a Edie
- Anne Ramsay com a Greta Van Susteren
- Lennon Parham com a treballador de Beth
- Jon Gabrus com a tècnic de so